# Stonedhenge
Stonedhenge es el segundo álbum de estudio de la banda de blues rock británica Ten Years After grabado y lanzado el año 1969

## Listado de canciones
1. Going to Try (Alvin Lee) - 4:52
2. I Can't Live Without Lydia (Chick Churchill) - 1:23
3. Woman Trouble (Alvin Lee) - 4:37
4. Skoobly-Oobly-Doobob (Alvin Lee) - 1:44
5. Hear Me Calling (Alvin Lee) - 5:44
6. A Sad Song (Alvin Lee) - 3:23
7. Three Blind Mice (traditional, arr. por Ric Lee) - 0:57
8. No Title (Alvin Lee) - 8:13
9. Faro (Leo Lyons) - 1:10
10. Speed Kills (Alvin Lee, Mike Vernon) - 3:42

### Canciones de la versión remasterizada
Stonedhenge fue remasterizado en 2002 añadiéndose las siguientes canciones:
1. Hear Me Calling (Single Version) (Alvin Lee) - 3:44
2. Women Trouble (US Version) (Alvin Lee) - 4:48
3. I'm Going Home (Single Version) (Alvin Lee) - 3:34
4. Boogie On (Alvin Lee) - 14:44

## Créditos
- Alvin Lee - Guitarra , voz piano
- Chick Churchill - órgano Hammond, piano
- Ric Lee - batería, tympani
- Leo Lyons - Bajo, bow-bass, string bass, percussion